# Botschaft der Tunesischen Republik (Bonn)

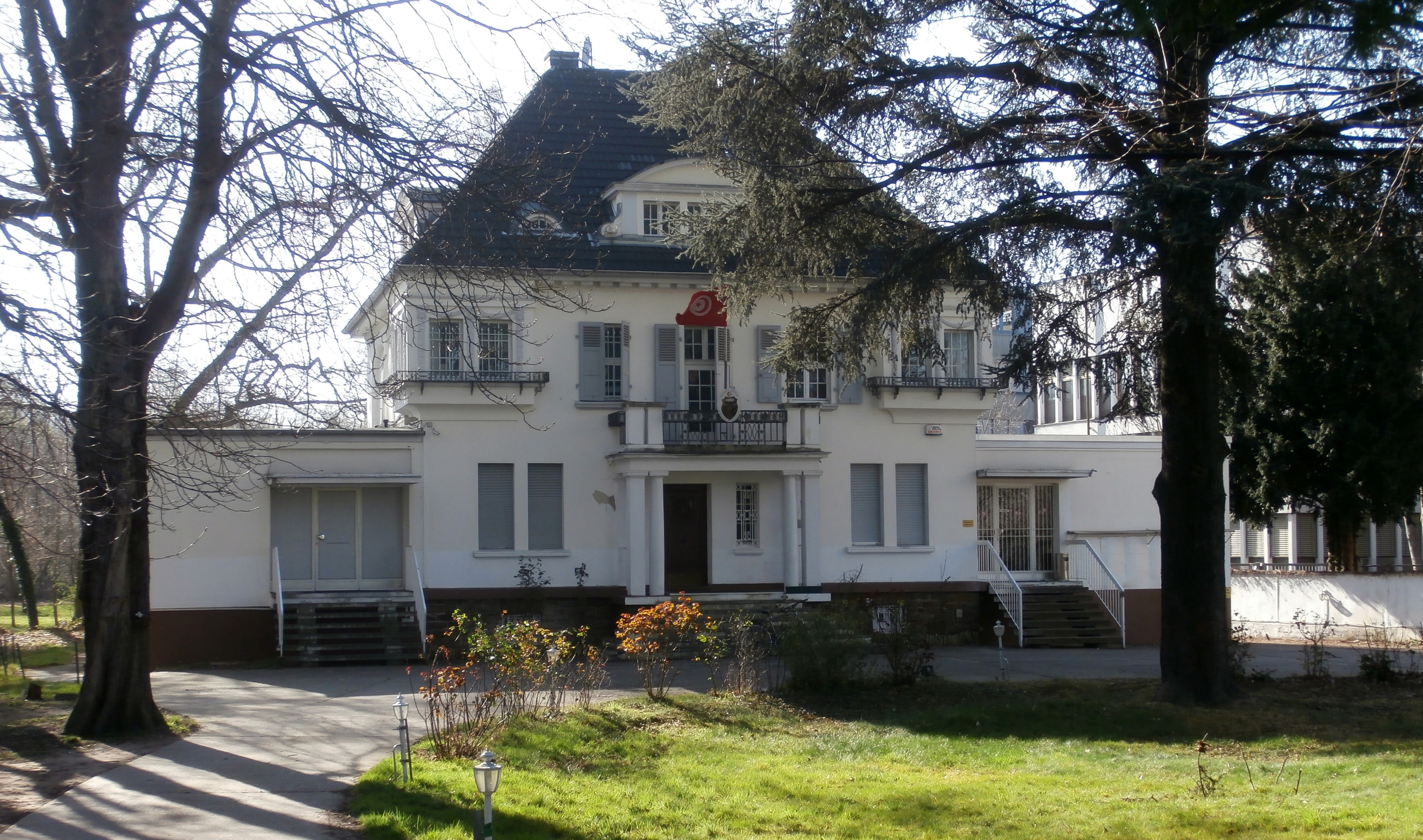
Ehemaliges Kanzleigebäude der Botschaft und heutiges Generalkonsulat, Godesberger Allee 103 (2014)

Die Botschaft der Tunesischen Republik in der Bundesrepublik Deutschland hatte von 1957 bis 1999 ihren Sitz im Bonner Stadtbezirk Bad Godesberg. Das ehemalige Kanzleigebäude der Botschaft liegt im Ortsteil Friesdorf an der Westseite der Godesberger Allee (Bundesstraße 9) mit der Adresse Godesberger Allee 103. Es beheimatet seit 2006 ein tunesisches Generalkonsulat.

## Geschichte
Nach der Aufnahme diplomatischer Beziehungen zur Bundesrepublik Deutschland eröffnete die Tunesische Republik mit der Akkreditierung ihres Botschafters am 15. November 1957 eine Botschaft am Regierungssitz Bonn. Die Kanzlei der Botschaft hatte ihren Sitz von Beginn an in Bad Godesberg, dem räumlichen Schwerpunkt der diplomatischen Vertretungen, in einer zuvor der Gagfah gehörenden und von ihr genutzten Villa (erbaut 1920/21) an der Kölner Straße 103 (heute Godesberger Allee 103), der damaligen Ausfallstraße nach Bonn. Als Residenz der Botschaft, Wohnsitz des Botschafters, diente ebenfalls von Beginn an ein Wohnhaus im Bad Godesberger Ortsteil Rüngsdorf (Fasanenstraße 11). 1969 entstand ein Büroanbau am Kanzleigebäude. 1971 wurde ein tunesisches Generalkonsulat in Bonn gegründet, das zunächst im Botschaftsgebäude beheimatet war, Anfang 1977 in ein einfaches Konsulat mit Sitz im Ortsteil Rüngsdorf (Rüngsdorfer Straße 6) umgewandelt und im Dezember 1980 nach Düsseldorf verlegt wurde.
Im Botschaftsgebäude war die zuvor in Hamburg ansässige inoffizielle Vertretung der im Algerienkrieg (1954–1962) als Unabhängigkeitsbewegung gegenüber Frankreich auftretenden Nationalen Befreiungsfront (FLN) beheimatet, die als Führungsstelle für Europa agierte. Am 5. November 1958 wurde der drei Monate zuvor nach Bonn entsandte FLN-Vertreter, der Rechtsanwalt Améziane Aït Ahcène (1931–1959), an seinem letzten Amtstag in seinem Auto vor dem Gebäude angeschossen und verstarb in der Folge wenige Monate später in Tunis. Für die Tat war möglicherweise die vom französischen Geheimdienst betriebene Terrororganisation La Main Rouge (Rote Hand) unter Beteiligung des mit der FLN rivalisierenden Mouvement national algérien (MNA) verantwortlich. Es handelte sich um eines der ersten politischen Attentate in der Geschichte der Bundesrepublik. Ende Dezember 1959 kam es zu einem Überfall durch einen bewaffneten Mann auf das Botschaftsgebäude, der ebenfalls der Roten Hand zugerechnet wird. Im März 1960 versuchte Frankreich vergeblich, auf offiziellem Wege die Schließung der FLN-Vertretung zu erreichen und wurde hierin vom Auswärtigen Amt unterstützt. Nach einem Heimataufenthalt im April 1960 übernahm der damalige tunesische Botschafter selbst die Leitung der FLN und ihres militärischen Arms ALN für das Gebiet der Bundesrepublik Deutschland. 1961 wechselte der Chefvertreter der FLN in die marokkanische Botschaft. Nachdem Algerien 1962 seine Unabhängigkeit erlangt hatte, nahm die tunesische Botschaft die konsularischen Interessen des Landes in der Bundesrepublik mit Ausnahme von Nordrhein-Westfalen bis zur Eröffnung der algerischen Botschaft nach Aufnahme diplomatischer Beziehungen zwischen beiden Ländern im Juni 1963 wahr.
Im Zuge der Verlegung des Regierungssitzes zog die tunesische Botschaft 1999 nach Berlin um. In Bonn bestand bis 2005 noch eine Militärabteilung der Botschaft (Ortsteil Friesdorf, Frankengraben 10). In das vormalige Kanzleigebäude der Botschaft wurde 2005/06 das zuvor in Düsseldorf ansässige Konsulat verlegt, im November 2006 wurde es in den Rang eines Generalkonsulats erhoben. Der Konsularbezirk umfasst die Länder Nordrhein-Westfalen, Hessen, Rheinland-Pfalz und Saarland; es handelt sich um das derzeit einzige tunesische Generalkonsulat in Deutschland (Stand: 2023).